# Leny Eversong
Leny Eversong, nacida Hilda Campos Soares da Silva (Santos, 1 de septiembre de 1920 - São Paulo, 29 de abril de 1984) fue una cantante de música popular estadounidense y brasileña (samba, bossa nova, tropicalia), especialmente popular desde los años treinta a los sesenta del siglo XX.

## Biografía

### Inicios
Empezó cantando en 1932, a los doce años, en el programa Hora Infantil da PRB-4 de Rádio Clube de su ciudad natal, dedicando especial atención a los fox trots, en dicha actuación  obtuvo un contrato para participar en otro programa de la cadena, en ese periodo usaba el nombre d e Hildinha, a princesa do Fox Trot.  Actuó como A voz do Mar  en un programa de Rádio Atlântica de la ciudad de Santos en 1935, momento en el que la cadena se estaba expandiendo y buscaba artistas, HIlda fue contratada por 200 mil reales anuales. Adoptó entonces su nombre artístico al de Leny Eversong a sugerencia de Carlos Baccarat y cambió del portugués a interpretar los temas en inglés. Con el nuevo contrato tuvo actuaciones en las ciudades más importantes de Brasil.  En 1936, actuó en Río de Janeiro en Rádio Tupi, en el Casino de Urca y en el Copacabana Palace Hotel. Al año siguiente, en San Paulo se hizo habitual en el club Night and Day.
Su primer disco lo grabó en 1940 con el sello Copacabana Discos, “Ele não veio”(samba) y “Roda, roda, roda” (vals) fueron importantes éxitos. El primer álbum que grabó en solitario fue en 1943  con el tema "Besame mucho" y "Por mi culpa", un bolero compuesto por César Siqueira. En 1948 actuó en Buenos Aires y en Red CBS. A su regreso a Brasil, empezó a frecuentar el repertorio de la música popular brasileña.

### Cumbre
En la década de los años 1950 recuperó las canciones brasileñas y grabó discos en varios idiomas, con Columbia y Continental los temas  “I dig a dish”, “Kalambazoo”, “Candy”, “Put the Blame on Maine” fueron también destacados. En 1952  grabó "Jezabel" otro de sus grandes éxitos junto con "El Cumbacheiro".  En París grabó con la Orquestade Pierre Dorsey.
Participó el 6 de enero de 1957 en el programa de Ed Sullivan, The Ed Sullivan Show, Leny había sido invitada al programa junto a de Elvis Presley con quien mantuvo una amistad después. En 1958 se marchó a París, llegando a actuar en el Olympia. Dos años después, empezó a ser habitual en el ambiente artístico estadounidense.
Actuó en ciudades como Las Vegas, en 1960, siendo las primeras cantantes brasileñas en actuar en la ciudad estadounidense, antes lo hizo Carmen Miranda. En la segunda mitad de la década de 1950 realizó giras por  Centroamérica y Sudamérica.

### Últimos años
En el inicio de 1970 su marido Francisco Luís Campos Soares da Silva, agente inmobiliario, desapareció sin que volviese a saber de su paradero, algunas fuentes indican que pudo haber sido secuestrado ya que la desaparición ocurrió durante la dictadura militar de Brasil. Leny Eversong no llegó a recuperarse, cayendo en una depresión que la alejó de los escenarios y los medios salvo en contadas ocasiones. Olvidada por el público falleció el 29 de abril de 1984 a causa de una diabetes. Sus últimas grabaciones tuvieron lugar en los años ochenta.

## Premios
- 1952, Premio Roquete Pinto.[1]
- 1952, Medalla de oro mejor cantante de radio.[1]
- Premio a la mejor cantante en los Estados Unidos.[3]